# Diego López II de Haro
Pour les articles homonymes, voir Diego López et López.
Diego López II de Haro dit le Bon ou encore le Mauvais (av. 1162 - 16/10/1214), fils de Lope Diaz I de Haro, comte de Nájera (av. 1126-1170) et de la comtesse Aldonza, fut un magnat de toute première importance dans le royaume de Castille sous le règne d'Alphonse VIII (1158-1214). Il joua un rôle décisif dans l'ascension du lignage Haro ainsi que dans la construction de l'identité nobiliaire de ce groupe, appelé à dominer la société politique castillane puis castillano-léonaise pendant tout le XIIIe siècle. Une lutte de propagande autour de ce personnage clé entre ses successeurs et la monarchie à un moment de graves troubles politiques, conduisit à la fin du XIIIe siècle à l'élaboration d'une image noire et d'une légende dorée, qui aboutirent à la création de ses surnoms opposés.

## Rôle à la cour d'Alphonse VIII de Castille et stratégie de l'exil
Il ne suivit assidûment la cour royale qu'à partir de 1178, peut-être du fait de l'influence qu'y exerçaient les magnats de la famille Lara. Entre 1179 et 1183, il s'exila une première fois en Navarre. Il revint à la cour castillane en position de force, obtenant l'office d'alférez, porte-étendard, l'un des deux plus prestigieux avec celui de majordome majeur. L'ascension de ses parents dans le royaume voisin de León lui laissa entrevoir de meilleures opportunités en 1187, lorsque sa sœur Urraca López épousa le roi Ferdinand II. Il quitta donc le royaume de Castille, mais la fortune de sa famille en León ne survécut pas à la mort du roi l'année suivante. Il avait acquis un crédit suffisant en Castille pour pouvoir négocier son retour dans des conditions favorables : l'office d'alférez et tous ses gouvernements lui furent rendus. Responsable de l'arrière-garde, il participa en 1195 à la bataille d'Alarcos contre les Almohades, et à la défense du territoire à la suite de la déroute castillane. Le souverain le mit à l'écart à partir de 1199, lorsqu'il perdit l'office d'alférez au profit du comte Alvaro Núñez de Lara. Il s'exila une troisième fois entre 1201 et 1206, passant au service de la Navarre et du León. Il s'était cependant rendu indispensable pour le souverain castillan. Celui-ci, dans son premier testament de 1204, reconnut lui avoir fait des torts qu'il s'efforça de rétablir. Lorsque Diego López se décida à rentrer en Castille en 1206, Alphonse VIII lui accorda à nouveau sa confiance comme alférez, avant de confier cette charge à nouveau à Alvaro Núñez en 1208. La même année, cependant, Alphonse VIII le désignait comme l'un de ses cinq exécuteurs testamentaires. En 1212, il lui confia l'un des trois corps d'armée lors de la bataille de Las Navas de Tolosa qui permit aux royaumes chrétiens d'écraser la puissance des Almohades en al-Andalus. Le chroniqueur Juan de Osma prétendit que le souverain avait fait de lui le futur régent du l'enfant-roi Henri Ier. Mais Diego López II mourut quelques semaines avant Alphonse VIII.

## Charges de gouvernement
Son premier exil de 1179-1183 lui permit de récupérer les territoires qu'avait gouvernés son père, la Rioja, la Vieille-Castille et la Trasmiera. Il obtint en outre ceux des Asturies (de Santillana) et de la Bureba. Après son second exil, il étendit encore son aire d'influence dans le nord-est du royaume de Castille, arrivant à gouverner  "d'Almazán jusqu'à la mer" (1196). En 1204, pour l'inciter à rentrer en Castille, Alphonse VIII lui reconnaissait la propriété de la totalité de Bizcaye, un territoire basque que ses ancêtres avaient gouverné au XIe siècle. Cet acte marqua peut-être la transformation définitive de ce territoire en un fief inaliénable, qui allait constituer la base de pouvoir des Haro au XIIIe siècle. Il y ajouta Durango en 1212, une donation royale qui intervint peu après la bataille de Las Navas de Tolosa. Il fit un grand pas vers la patrimonialisation de beaucoup de ces gouvernements en les partageant avec son fils, Lope Díaz II. Ce dernier reçut ainsi la Vieille-Castille en 1210, les Asturies de Santillana en 1211, puis l'Alava en 1213.

## Construction de l'identité lignagère
Il renforça le rôle du chef de famille au sein de son clan, favorisant ainsi le passage d'une conception "horizontale" du groupe familial à un système d'organisation familiale "vertical", le lignage. Il fut le premier de sa famille à utiliser un apellido, ou nom de famille : il fut ainsi "l'inventeur" du nom "Haro", que les notaires commencent à lui attribuer dans les documents à partir de 1184. Il fut également le premier à utiliser un symbole héraldique, le loup passant emportant un agneau dans sa gueule, attesté sur son sceau de 1198.

## Un personnage mythifié

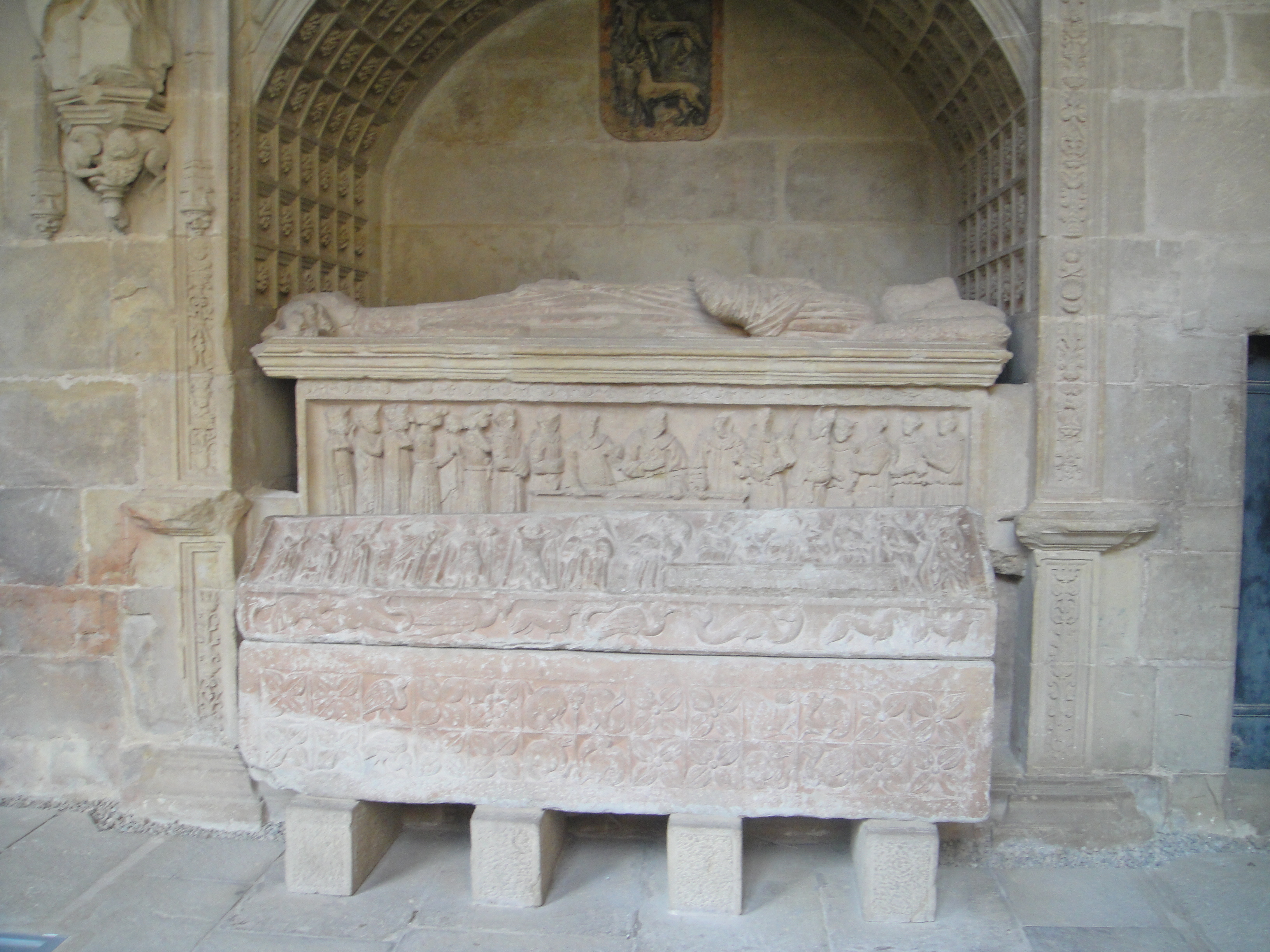
Sépulture de Diego López II de Haro au monastère Santa Maria la Real de Nájera

La mémoire de Diego López II subit rapidement des attaques. Dès 1216, pendant la régence des frères Lara, alors que Lope Díaz II tentait de jouer un rôle politique, la chancellerie royale émit un document le qualifiant de mauvais seigneur. L'image de Diego López construite vers 1240-1241 par le chroniqueur Rodrigo Jiménez de Rada, l'archevêque de Tolède qui l'avait bien connu, était déjà très ambivalente, celui-ci critiquant notamment sa stratégie de l'exil qui le conduisait à affronter son souverain. Les sépultures de Diego López et de son épouse, dans le cloître des chevaliers du monastère Santa Maria la Real de Nájera, furent réalisées dans la seconde moitié du XIIIe siècle : elles témoignent d'un intérêt particulier des Haro pour cet ancêtre fondateur. Dans les années 1270-1280, lorsque Lope Díaz III s'opposa au roi de Castille-Léon Alphonse X lors de rébellions nobiliaires de plus en plus ouvertes, les intellectuels de la cour attaquèrent directement la mémoire de ce Diego López "dit le Bon", a qui on attribue pour la première fois la responsabilité de la défaite d'Alarcos. Ce fut peut-être en réponse à cette attaque que des écrivains favorables aux Haros inventèrent à cette époque un mythe symétrique pour porter atteinte XIIIe siècle à la monarchie : l'histoire de la Juive de Tolède, qui attribue la défaite d'Alarcos à la faute morale d'Alphonse VIII, apparut en effet vers la fin du XIIIe siècle . Dans les années 1340, les ouvrages du comte portugais Pedro de Barcelos, la Chronique Générale de 1344 et les Livros de linhagens firent définitivement basculer dans le mythe le personnage de Diego López II. Sa biographie se trouva ainsi assaisonnée de thèmes littéraires de la matière de Bretagne (les romans arthuriens) ou de la matière de France (l'épique traditionnelle), pour en faire une figure ambiguë, dans une tentative pseudo-historique de synthèse de son image noire et de sa mémoire dorée. Au milieu du XVe siècle , Lope García de Salazar, dans sa Crónica de Vizcaya, finit par mettre le doigt sur cette opposition en imaginant, face au surnom "le Bon" attesté depuis la fin du XIIIe siècle, le surnom opposé, "le Mauvais". La biographie de ce personnage souffrit encore d'autres distorsions postérieures, pour répondre aux intérêts des généalogistes nobiliaires aux XVIe siècle, puis aux historiens du Pays Basque, à partir du XVIIe siècle . Cette fois-ci, ce fut le mythe de la "seigneurie indépendante" de Biscaye qui alimenta les controverses entre les fuéristes, puis les nationalistes basques et leurs contradicteurs, jusque dans la première moitié du XXe siècle .

## Mariages et descendances
De son premier mariage avec María Manrique de Lara, fille de Manrique Pérez de Lara, seigneur de Molina, est né :
- Lope Díaz.

D'un second mariage avec Toda Pérez de Azagra, fille de Pedro Rodriguez de Azagra, sont nés :
- Pedro Díaz : seigneur de Cárcar par sa mère et ses grands-pères maternels.
- Urraca Díaz : a épousé Alvaro Núñez de Lara.
- Aldonza Díaz : a épousé Ruy Díaz des Cameros.
- María Díaz : a épousé le comte Gonzalo Núñez de Lara.
- Teresa Díaz : s'est mariée avec son cousin, l'Infant Sanche de León, fils du roi Ferdinand II de León et d'Urraca López.
- Mencía Díaz : a épousé Alvaro Díaz de Cameros, frère du mari de sa sœur Aldonza.